# Cymru am byth

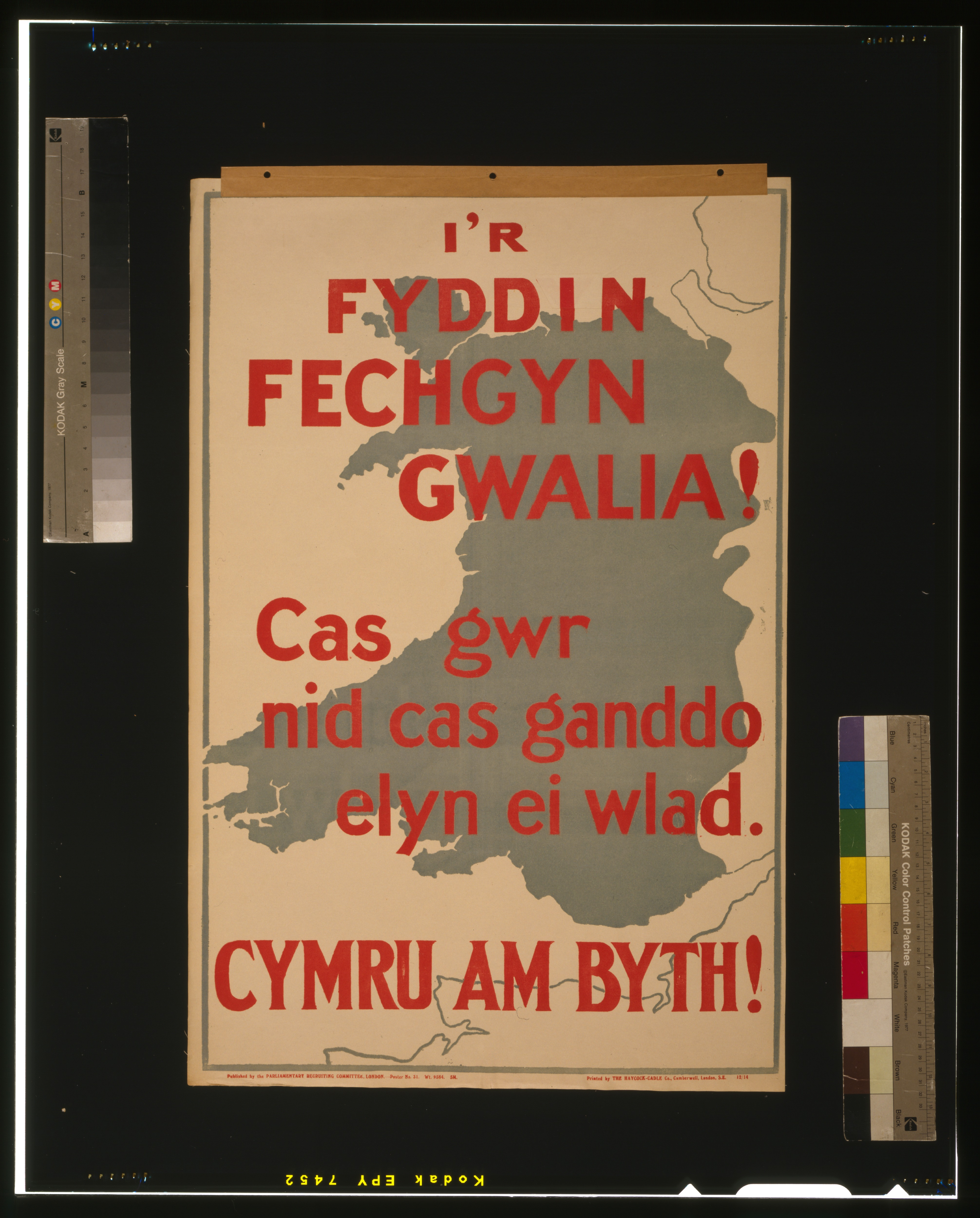
Panfleto nacionalista galés de 1915 con la frase Cymru am byth.

Cymru am byth, es una frase en idioma galés que significa «Gales para siempre». También es traducido como «viva Gales» o «larga vida a Gales». Es el lema de la nación constitutiva de Gales y del nacionalismo galés.
Es una frase común de los habitantes galeses habitual por el orgullo y patriotismo que los galeses poseen. Adquiere relevancia durante los partidos de la selección nacional de rugby de Gales en el Torneo de las Seis Naciones y en la Copa del Mundo de Rugby.
Una de las piedras insertadas en el Monumento a Washington en Washington D. C., Estados Unidos, fue importada de Gales, siendo donada por los ciudadanos galeses de Nueva York, y contiene la frase: Fy iaith, fy ngwlad, fy nghenedl Cymru – Cymru am byth («Mi lengua, mi tierra, mi país de Gales - Gales para siempre»).